# (37526) 5721 T-3
5721 T-3 (asteroide 37526) é um asteroide da cintura principal. Possui uma excentricidade de 0.08615230 e uma inclinação de 7.61447º.
Este asteroide foi descoberto no dia 16 de outubro de 1977 por Cornelis Johannes van Houten e Ingrid van Houten-Groeneveld e Tom Gehrels em Palomar.